# Melli
Melli, właśc. Juan Alberto Andreu Alvarado (ur. 6 czerwca 1984 w Barbate) – piłkarz hiszpański grający na pozycji środkowego obrońcy. Od 2014 roku jest zawodnikiem klubu PAE Ergotelis.

## Kariera klubowa
Karierę piłkarską Melli rozpoczął w klubie Real Betis. Najpierw trafił do drużyny rezerw Betisu. W 2002 roku został wypożyczony do drugoligowego Polideportivo Ejido, a po powrocie został włączony do kadry pierwszego zespołu Betisu. 3 listopada 2002 zadebiutował w Primera División w wygranym 3:0 domowym meczu z Málagą CF. W sezonie 2004/2005 zdobył z Betisem Puchar Hiszpanii. W sezonie 2008/2009 spadł z Betisem z Primera do Segunda División. W Betisie grał do końca sezonu 2009/2010. W sezonie 2001/2011 występował w CD Tenerife, w Segunda División.
Latem 2011 roku Melli przeszedł do belgijskiego KAA Gent. Swój debiut w klubie z Gandawy zanotował 27 sierpnia 2011 roku w wygranym 1:0 domowym meczu z Lierse SK.
W 2013 roku Melli został zawodnikiem Sheriffu Tyraspol. W 2014 przeszedł do PAE Ergotelis.
| Sezon   | Klub                | Kraj      | Rozgrywki          | Mecze | Bramki |
| ------- | ------------------- | --------- | ------------------ | ----- | ------ |
| 2001/02 | Polideportivo Ejido | Hiszpania | Segunda División   | 2     | 0      |
| 2002/03 | Real Betis          | Hiszpania | Primera División   | 8     | 0      |
| 2002/03 | Real Betis B        | Hiszpania | Segunda División B | 18    | 0      |
| 2003/04 | Real Betis          | Hiszpania | Primera División   | 4     | 0      |
| 2003/04 | Real Betis B        | Hiszpania | Segunda División B | 18    | 1      |
| 2004/05 | Real Betis          | Hiszpania | Primera División   | 29    | 1      |
| 2005/06 | Real Betis          | Hiszpania | Primera División   | 31    | 0      |
| 2006/07 | Real Betis          | Hiszpania | Primera División   | 27    | 0      |
| 2007/08 | Real Betis          | Hiszpania | Primera División   | 26    | 0      |
| 2008/09 | Real Betis          | Hiszpania | Primera División   | 26    | 1      |
| 2009/10 | Real Betis          | Hiszpania | Segunda División   | 26    | 2      |
| 2010/11 | CD Tenerife         | Hiszpania | Segunda División   | 25    | 1      |
| 2011/12 | KAA Gent            | Belgia    | Eerste klasse      | 26    | 4      |
| 2012/13 | KAA Gent            | Belgia    | Eerste klasse      | 21    | 0      |
| 2013/14 | Sheriff Tyraspol    | Mołdawia  | Divizia Națională  | 23    | 3      |

## Kariera reprezentacyjna
Melli występował w młodzieżowych reprezentacjach Hiszpanii na różnych szczeblach wiekowych od U-16 do U-21. W 2001 roku wywalczył mistrzostwo Europy U-16, a w 2002 roku - mistrzostwo Europy U-19. Z kolei w 2003 roku został wicemistrzem świata U-20.